# Štěpán Málek
Štěpán Málek (* 24. listopadu 1966 Chlumec nad Cidlinou) je český sochař, muzikant, básník, pedagog, absolvent Akademie výtvarných umění v Praze, člen Klubu konkretistů KK3.

## Život
Štěpán Málek pochází z Nového Bydžova. Absolvoval Střední průmyslovou školu kamenickou a sochařskou, Hořice v Podkrkonoší (1981–1984). Pokračoval na Pedagogické fakultě Hradec Králové, obor český jazyk a výtvarná výchova. Absolvoval Akademii výtvarných umění v Praze, kde prošel sochařskými školami Stanislava Kolíbala, Huga Demartini, Jindřicha Zeithammla. Je členem a předsedou Klubu konkretistů KK3 a zakladatel Východočeské sekce Klubu konkretistů. Od roku 2003 je kurátorem galerie amb v Gočárově funkcionalistickém Sboru kněze Ambrože v Hradci Králové. V rámci KK3 organizuje v Hradci Králové od roku 2011 výstavní festivaly Konkrétní podzim a od 2014 Nábřeží umělců společně s Janou Vincencovou.

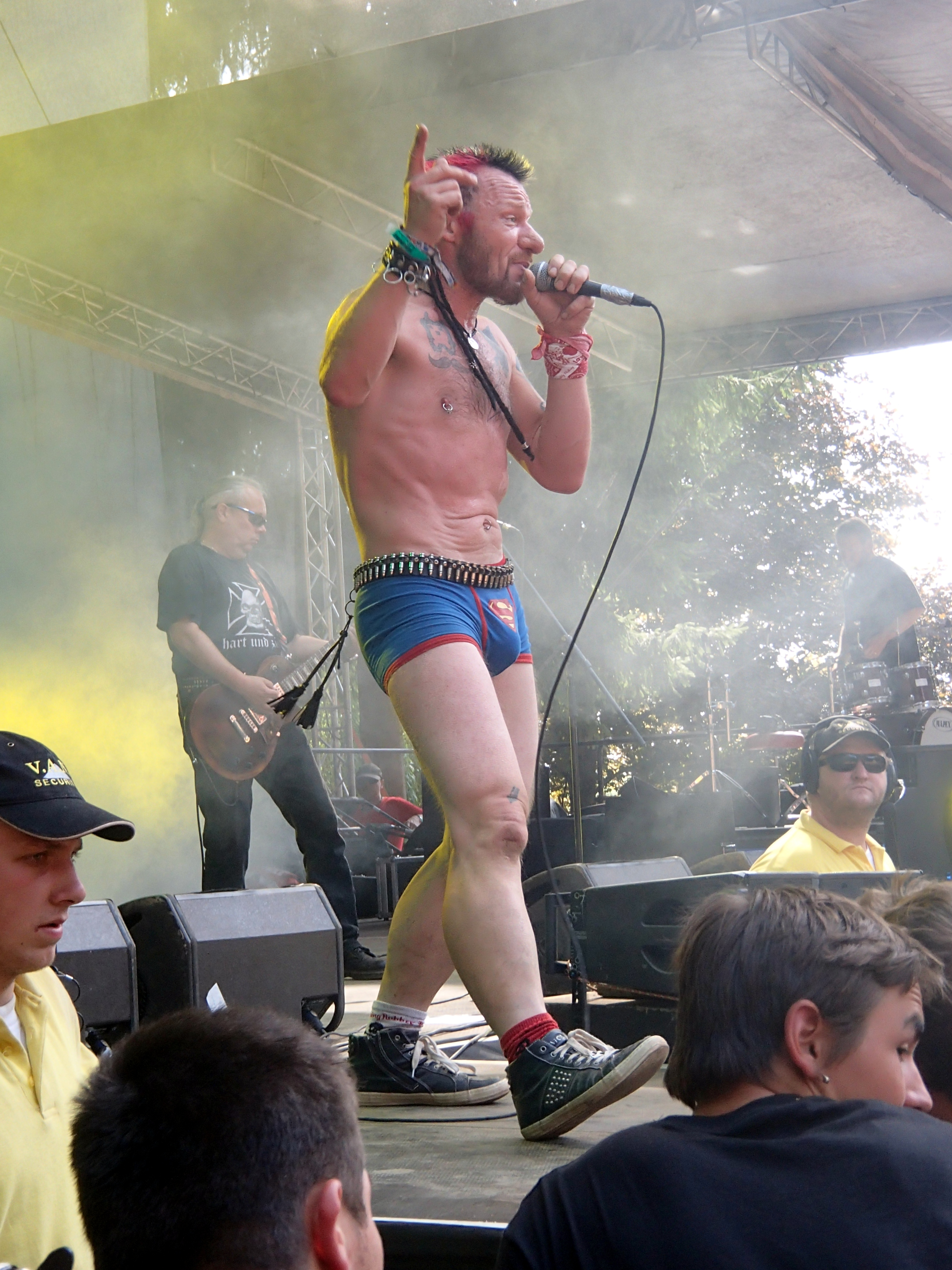
Štěpán Málek s N. V. Ú. na festivalu v Trutnově 2013

Po odchodu z vlastní skupiny N. V. Ú. založil další punkovou skupinu !V.V.Ú.. V 80. letech hrál na saxofon, zpíval a skládal hudbu a texty v kapelách Kmitací adaptér a Ježkovy voči. Vyučoval prostorovou tvorbu a kresbu na Pedagogické fakultě v Hradci Králové, v současnosti vede ateliéry a workshopy pro veřejnost i děti v oboru volné tvorby. Je pedagogem oboru grafický design pardubické školy GRACE.

### Politické působení
V krajských volbách v roce 2020 kandidoval do královéhradeckého zastupitelstva z 10. místa kandidátky koalice Spolu pro kraj, kterou tvořili ČSSD, Zelení a nezávislí, ale neuspěl.

## Dílo
Všestranný Štěpán Málek je sochař, malíř, kreslíř, grafik, básník, pedagog, galerista, kurátor, architekt a instalátor výstav, kuchař, cyklista, otec, pankáč, zpěvák, skladatel, hráč na saxofon a foukací harmoniku a středobod východočeského kulturního života. Ačkoli umí nakreslit figuru i vystihnout zátiší s lahví a jablky, dává přednost sféře geometrie. V chaosu současného světa našel prostor, v němž existují pravidla a zákonitosti, univerzum pravých úhlů, kruhů, vrstvených mnohoúhelníků a válců, které vznikají z úplně obyčejných materiálů, kamene, dřeva, dřevěného kompozitu, papíru, kartonu, plastu nebo lepenky. Využívá materiálů, které nás obklopují, jde přece o to, vystačit s tím, co už tu je.
Vyjadřuje se prostřednictvím tří dimenzí i dvourozměrnou kresbou. V kresbě hrají důležitou roli šrafury, průniky geometrických tvarů jako jsou kruhy, trojúhelníky, elipsy s osami a horizonty, které kresbou procházejí jako kontinuum. Patrné je již dávné okouzlení japonskými zahradami a zenovým buddhismem, protože používá duality (prázdné – plné, černé – bílé, mužské – ženské) nikoli jako protiklad, ale jsou harmonickou souhrou.
80. léta – časosběrné objekty složené z vypálených zápalek, vykouřených špačků cigaret a doutníků.
90. léta – koule, z nichž trčí dráty, balvany, které vypadají jako sázené brambory a pole ve smyslu duchovním i hmotném. Land-artové aktivity, na AVU pracoval s instalacemi ze sypaného pigmentu. Jen taková instalace měla schopnost vždy vznikat znova, tvar se rodil jako fénix z pigmentu.
Konec 90. let – bílé období – na desky lepil přírodniny, potahoval je bílým papírem, někdy s černými akcenty. Kombinoval tvary dokonalé estetické a matematické krásy s tvary přirozeně utvářenými, jako jsou kameny a rostlé dřevo.
Okolo roku 2000 – období černých objektů, velmi sofistikovaných v nejlepší tradici minimalismu.
Od 2004 – minimalismus nabyl téměř barokních obrysů. Dřevěné objekty potažené barevnými hedvábnými papíry, které později zastoupila barva. Tvary byly vždy redukované, minimální, velmi různorodé, vrstvené
Po roce 2010 přešly barvy na objekty ve vší pestrosti, poučené streetartovým sprejováním a nepochybně také setkáním s dětskou fantazií a svébytnou tvůrčí sílou. Design povrchu odkazuje k optickým iluzím baroka.
Od roku 2014 se prolínají objektové série Matrix a Geop.
Rokem 2017 se vrací k monumentálním instalacím, v nichž upustil od pevných, dokončených forem a začal se zabývat instalací z materiálů a modulů, které lze variovat s ohledem na prostor či autorův úmysl. Viz instalace v Klatovech (2018), Pardubicích (2017) a Karlových Varech (2019).
V roce 2019 se vrátil k práci s transparencí skla a přidal vodu. Výsledkem jsou nízké misky z kombinace různých stereometrických těles. Transparentní sklo naplněné průhlednou vodou působí téměř nehmotně. Vznikly také nástěnné instalace v podobě materiálových kreseb, pro něž použil provázky a nerezové závitové tyče.  
Štěpán Málek v kubištovském duchu ve světě geometrie nalézá utopii, v čistotě forem spásu a vykoupení jako protiklad veškeré medializaci, komercializaci a spektakularitě světa. Tvůrčí proces je kontinuální hra, přeskupování elementů. Je to cesta, kterou dobře známe z dětství. Předložte sochaři jakékoli hmoty, tvary, obrysy, pevné materiály a libovolné přísady a vytvoří z nich reliéf, prostorovou báseň. Jeho krédem je nesoupeřit s přírodou, jít svou cestou…
(z dosud nevydané monografie)

### Výstavy (výběr)
- 2001 Štěpán Málek: Některé práce, Galerie Katakomby, Brno
- 2001 Štěpán Málek: Výběr prací, Galerie Univerzity Pardubice, Pardubice
- 2002 Štěpán Málek: Kresby, Výstavní prostor Na chodbě PF UJEP, Ústí nad Labem
- 2002 Štěpán Málek: Kovový program, Galerie moderního umění v Hradci Králové, Hradec Králové
- 2003 Štěpán Málek: Některé práce, Galerie V podloubí, Mladá Boleslav
- 2004 Štěpán Málek: Barevné reliéfy, Ústav makromolekulární chemie (Galerie Makráč), Praha
- 2005 Štěpán Málek: Barevné reliéfy, galerie amb, Hradec Králové
- 2013 Štěpán Málek: Tichý jazyk, Galerie výtvarného umění v Náchodě, Náchod
- 2014 Štěpán Málek: Geometrie – archetypy, Galerie Kabinet Chaos, Střítež, Polička
- 2018 Geometria rare anima est: Štěpán Málek, Dům Gustava Mahlera, Jihlava

### Účast na výstavách (výběr)
- 2019 50 Years later, Klub konkretistů o 50 let později, Galerie umění Karlovy Vary
- 2018 Under the Aegis of the KK3, Kunsthaus Rehau, Germany
- 2017 Okouzleni řádem, Kostel sv. Vavřince, Klatovy
- 2015 Konkret/ism 1967–2015: Výstava KK3 Klubu konkretistů, Topičův salon, Praha
- 2013 Klub konkretistů a přátelé: 45 let poté..., Oblastní galerie Vysočiny v Jihlavě, Jihlava